# 40,6 cm SK C/34
Il 40.6 cm SK C/34 (Schnellladekanone C/34, in italiano: cannone a ricarica rapida C/34), a volte conosciuto come Adolfkanone (Cannone Adolf), è un cannone navale tedesco, progettato nel 1934 dalla Krupp e pensato in origine per le mai realizzate navi da battaglia delle classi J ed H. Complessivamente, ne furono realizzati una decina, utilizzati in Norvegia, Polonia e Francia come artiglieria costiera.